# Вортон Тауншип (округ Фаєтт, Пенсільванія)
Вортон Тауншип (англ. Wharton Township) — селище (англ. township) в США, в окрузі Файєтт штату Пенсільванія. Населення — 3355 осіб (2020).

## Демографія
Згідно з переписом 2010 року, у селищі мешкало 3575 осіб у 1321 домогосподарстві у складі 895 родин. Було 1741 помешкання
Расовий склад населення:
| - 98,9 % — білих - 0,1 % — корінних американців - 0,1 % — чорних або афроамериканців - 0,1 % — азіатів |

До двох чи більше рас належало 0,5 %. Частка іспаномовних становила 0,3 % від усіх жителів.
За віковим діапазоном населення розподілялося таким чином: 17,5 % — особи молодші 18 років, 66,2 % — особи у віці 18—64 років, 16,3 % — особи у віці 65 років та старші. Медіана віку мешканця становила 45,5 року. На 100 осіб жіночої статі у селищі припадало 96,3 чоловіків;  на 100 жінок у віці від 18 років та старших — 97,0 чоловіків також старших 18 років.
Середній дохід на одне домашнє господарство  становив 57 297 доларів США (медіана — 49 119), а середній дохід на одну сім'ю — 67 136 доларів (медіана — 55 915). Медіана доходів становила 40 208 доларів для чоловіків та 28 438 доларів для жінок. За межею бідності перебувало 12,4 % осіб, у тому числі 11,6 % дітей у віці до 18 років та 9,1 % осіб у віці 65 років та старших.
Цивільне працевлаштоване населення становило 1526 осіб. Основні галузі зайнятості: мистецтво, розваги та відпочинок — 24,0 %, виробництво — 16,4 %, освіта, охорона здоров'я та соціальна допомога — 14,5 %, будівництво — 13,5 %.